# 反派千金等級99～我是隱藏頭目但不是魔王～
《反派千金等級99～我是隱藏頭目但不是魔王～》是由日本作家七夕開悟所撰寫的輕小說。2018年6月15日開始在成為小說家吧連載。
2019年5月起經B's-LOG文庫發行實體書，Tea擔綱插圖。改編漫畫由鋸美擔任作畫。2020年2月起於《月刊B's-LOG COMIC》開始連載。
2023年3月24日，宣佈將改編為電視動畫。於2024年1月至3月進行播放。

## 故事簡介
主角前世是女大學生，生前曾遊玩乙女遊戲「光之魔法與勇者大人」（簡稱：光勇），還是一個重度練功愛好者。不幸意外身故後，卻在「光勇」的世界裡，轉生成擁有超高能力的幕後隱藏頭目（裡Boss）尤蜜拉。並且被遊戲裡原本的女主人公，以及眾多可攻略對象所糾纏。

## 登場人物

### 主要角色
尤蜜拉·多克尼斯（聲：菲魯茲·藍）
原本的身份被設定為乙女遊戲「光勇」的隱藏頭目，从小没见过父母，在学校为了和别的贵族扯上关系所以非常崇拜艾蕾諾拉，想和她一起，但艾蕾諾拉并没有把自己放在眼里，总是被安排做一些霸凌愛莉西雅的事，被发现后有被艾蕾諾拉抛弃，发现没人站在自己这边最终踏入黑暗，掌握了暗属性魔法。
故事设定为轉生者，前世是日本的女大學生，在邪神的干涉下從日本轉生到異世界（动漫为过马路时被卡车撞死）。對練功升級特別感興趣，是一個重度沉迷遊戲玩家，不小心把自己的等級練到99以上。個性冷淡，雖能力很強但極度缺乏常識因此不受歡迎。
派翠克·阿修巴頓（聲：內田雄馬）
乙女遊戲「光勇」的登場角色之一，喜欢尤蜜艾拉。邊境伯爵家出身，有狩獵過魔獸的經驗的少年。在戰鬥與指揮上頗有天份，於同學之間也頗有人望，因為對尤蜜拉超乎常理的能力感到興趣，會替行事有點缺乏常識的尤蜜艾拉打圓場，也是讓周圍討厭她的人慢慢放下戒心接近尤蜜艾拉的關鍵人物。
愛莉西雅·恩萊特（聲：和氣杏未）
乙女遊戲「光勇」的女主人公，光屬性魔法的使用者，性格善良开朗。由於光魔法是遊戲世界裡相當稀有的屬性，被允許以平民身份破例進入學王家學園就讀。是個旁人有難就會主動出手相助的善良少女，總是意外捲入各種麻煩，卻仍然獲得身旁不少人的愛慕。
艾德溫·巴爾夏恩（聲：八代拓）
乙女遊戲「光勇」的可攻略對象之一。巴爾夏恩王國的二王子。擅長劍與魔法的魔法劍士，言行舉止柔和謙善，喜歡愛莉西雅，但莫名的討厭著尤蜜拉，對她練功升級的方式感到懷疑，也不怎麼相信她的人物等級真有那麼高。
威廉·阿雷斯（聲：石谷春貴）
乙女遊戲「光勇」的可攻略對象之一。艾德溫王子的跟班兼護衛。父親是王國的將軍，自己是個使用大劍的戰士。腦袋不是很靈活且易怒，正義感很強。對劍術特別執著與努力，是新入學學生中少數突破10級以上的人。
奧斯華·古利薩德（聲：天崎滉平）
乙女遊戲「光勇」的可攻略對象之一。艾德溫王子的跟班兼參謀。父親是王國的大臣。設定上是戴著眼鏡的冷酷天才魔法少年。雖說常對王子外的人冷言冷語，但本質仍是願意幫助感到困擾的愛莉西雅的善良個性。
艾蕾諾拉·希洛茲（聲：日高里菜）
乙女遊戲「光勇」的登場角色之一。典型的惡役大小姐代表，巴爾夏恩王國唯一的公爵、希洛茲家的千金，不擅长战斗和学习，在学院非常受同性欢迎，愛慕著艾德溫王子，因此會試圖趕走任何接近他的女性，本作中尤蜜拉少數的同性友人之一。
阿道夫（聲：川田紳司）
巴爾夏恩王國騎士團團長。王國最強的騎士。60級。被國王下令來測試尤蜜拉是否真有99級，因她能輕鬆躲過他全力的一擊而判斷她確實有99級。
傑西卡（聲：稻垣好）
王立學院的女學生。
莉塔（聲：長谷川育美）
在学院尤蜜拉房间里的女僕、曾被威胁想过暗杀尤蜜拉但被尤蜜拉发现、后来也有继续当尤蜜拉的女仆。

## 出版書籍

### 輕小說
| 冊數 | KADOKAWA      | KADOKAWA               | 青文出版       | 青文出版               |
| 冊數 | 發售日期      | ISBN                   | 發售日期       | ISBN                   |
| ---- | ------------- | ---------------------- | -------------- | ---------------------- |
| 1    | 2019年5月10日 | ISBN 978-4-04-073172-8 | 2021年3月22日  | ISBN 978-986-512-924-8 |
| 2    | 2019年11月9日 | ISBN 978-4-04-073379-1 | 2022年11月14日 | ISBN 978-626-340-299-7 |
| 3    | 2020年5月9日  | ISBN 978-4-04-073642-6 | 2023年4月10日  | ISBN 978-626-340-743-5 |
| 4    | 2021年4月9日  | ISBN 978-4-04-073862-8 | 2023年10月30日 | ISBN 978-626-362-537-2 |
| 5    | 2022年6月10日 | ISBN 978-4-04-074407-0 | 2024年4月29日  | ISBN 9786263831902     |
| 6    | 2024年1月10日 | ISBN 978-4-04-075251-8 |                |                        |

### 漫畫
| 冊數 | KADOKAWA      | KADOKAWA                                                          | 青文出版       | 青文出版               |
| 冊數 | 發售日期      | ISBN                                                              | 發售日期       | ISBN                   |
| ---- | ------------- | ----------------------------------------------------------------- | -------------- | ---------------------- |
| 1    | 2020年10月1日 | ISBN 978-4-04-736216-1                                            | 2022年10月17日 | ISBN 978-626-340-226-3 |
| 2    | 2021年11月1日 | ISBN 978-4-04-736681-7 ISBN 978-4-04-736793-7（附廣播劇CD特裝版） | 2023年6月12日  | ISBN 978-626-340-936-1 |
| 3    | 2023年2月1日  | ISBN 978-4-04-737355-6                                            | 2024年2月21日  | ISBN 978-626-383-043-1 |
| 4    | 2024年3月1日  | ISBN 978-4-04-737808-7                                            | 2025年5月14日  | ISBN 978-626-422-461-1 |
| 5    | 2025年8月1日  | ISBN 978-4-04-738536-8                                            |                |                        |

## 電視動畫

### 製作人員
- 原作：七夕開悟
- 原作漫畫：鋸美（作畫）
- 導演：山岡實
- 劇本統籌：志茂文彦
- 角色設計：海保仁美、金璐浩
- 色彩設計：藤井瞳
- 美術監督：荒井和浩
- 攝影監督：韓國主
- 音響監督：明田川仁
- 音樂：轉寢歌菜

### 主題曲
片頭曲「LOVE or HATE？」
作詞：深川琴美，作曲：OHTORA、maeshima soshi，編曲：maeshima soshi，主唱：前島麻由
第1话作片尾曲
片尾曲
作詞、作曲、編曲：田中零，主唱：艾蕾諾拉·希洛茲（日高里菜）、尤蜜拉·多克尼斯（菲魯茲·藍）
第1话未使用
插曲「Ray of Light」（第1話）
作詞：，作曲、編曲：，主唱：

### 各話列表
| 話數 | 日文標題 | 中文標題              | 劇本     | 分鏡       | 演出            | 作畫監督                                             | 總作畫監督                                     | 首播日期      |
| ---- | -------- | --------------------- | -------- | ---------- | --------------- | ---------------------------------------------------- | ---------------------------------------------- | ------------- |
| 1    |          | 隱藏頭目 到學院上學   | 志茂文彥 | 山岡實     | 吉田俊司        | 山崎輝彥、 藤田真弓、 上野沙彌佳                     | 海保仁美、 金璐浩、 宮野健                     | 2024年 1月9日 |
| 2    |          | 隱藏頭目 展現實力     | 志茂文彥 | 藤原良二   | 崔仁燮、 金承徳 | Jumondou Seoul                                       | 海保仁美、 金璐浩、 宮野健                     | 1月16日       |
| 3    |          | 隱藏頭目 被叫進城中   | 志茂文彥 | 宮崎渚     | 中島清人        | Jumondou Seoul                                       | 海保仁美、 金璐浩、 宮野健                     | 1月23日       |
| 4    |          | 隱藏頭目 參與野外演習 | 志茂文彥 | 渡边健一郎 | 渡边健一郎      | 上野沙弥佳、 谷口繁則                                | 海保仁美、 金璐浩、 宮野健                     | 1月30日       |
| 5    |          | 隱藏頭目 找到說話對象 | 志茂文彥 | James Hong | 神戶唯          | 山崎輝彥、 藤田真弓、 上野沙彌佳                     | 海保仁美、 金璐浩、 宮野健                     | 2月6日        |
| 6    |          | 隱藏頭目 參加武術大會 | 志茂文彥 | James Hong | 、 金承德       | Jumondou Seoul                                       | 海保仁美、 金璐浩、 宮野健                     | 2月13日       |
| 7    |          | 隱藏頭目 挑戰舞蹈     | 志茂文彥 | 山岡實     | 中村哲治        | 藤田真弓、 山崎輝彥、 上野沙彌佳                     | 海保仁美、 金璐浩、 宮野健                     | 2月20日       |
| 8    |          | 隱藏頭目 遇到龍       | 志茂文彥 | 大畑晃一   | 吉田俊司        | 山崎輝彥、 上野沙彌佳                                | 海保仁美、 金璐浩、 宮野健、 菊池政芳、 畠山元 | 2月27日       |
| 9    |          | 隱藏頭目 被敵國勸誘   | 志茂文彥 | James Hong | 尹禜泰、 金承德 | Jumondou seoul                                       | 海保仁美、 金璐浩、 宮野健、 菊池政芳、 畠山元 | 3月5日        |
| 10   |          | 隱藏頭目 潛入地下城   | 志茂文彥 | 中村哲治   | 神戶唯          | 山崎輝彥、 藤田真弓、 上野沙彌佳、 堤繪梨果、 乘富梓 | 海保仁美、 金璐浩、 宮野健、 菊池政芳、 畠山元 | 3月12日       |
| 11   |          | 隱藏頭目 被表白       | 志茂文彥 | 大畑晃一   | 渡邊正彥        | 谷口繁則、 Jumondou Seoul、 Jumondou Wuxi            | 海保仁美、 金璐浩、 宮野健、 菊池政芳、 畠山元 | 3月19日       |
| 12   |          | 隱藏頭目 和魔王戰鬥   | 志茂文彥 | 大畑晃一   | 渡邊正彥        | 山岡實                                               | 海保仁美、 金璐浩、 宮野健、 菊池政芳、 畠山元 | 3月26日       |

### BD＆DVD
| 卷數 | 發行日期      | 收錄話數      | 規格編號   | 規格編號   |
| 卷數 | 發行日期      | 收錄話數      | BD         | DVD        |
| ---- | ------------- | ------------- | ---------- | ---------- |
| 1    | 2024年3月27日 | 第1話－第4話  | ZMXZ-17261 | ZMBZ-17271 |
| 2    | 2024年4月24日 | 第5話－第8話  | ZMXZ-17262 | ZMBZ-17272 |
| 3    | 2024年5月29日 | 第9話－第12話 | ZMXZ-17263 | ZMBZ-17273 |

## 外部連結
- 漫畫官方網站（日語）
- 動畫官方網站（日語）
- 反派千金等級99～我是隱藏頭目但不是魔王～的X（前Twitter）（日語）